# Tramwaje w Atenach
Tramwaje w Atenach − system komunikacji tramwajowej działający w stolicy Grecji, Atenach. Właścicielem i operatorem systemu jest firma STASY S.A., która w czerwcu 2011 roku zastąpiła Tram S.A.

## Historia
Pierwsze tramwaje konne na ulice Aten wyjechały w 1882 roku. Pięć lat później uruchomiono tramwaje parowe. Te z kolei zostały zastąpione przez tramwaje elektryczne, uruchomione 30 października 1908 roku. Po wojnie rozpoczęto stopniową likwidację sieci tramwajowej. Ostatnią linię Perama zamknięto 4 kwietnia 1977 roku.
Tramwaje na ulice Aten powróciły 19 lipca 2004 roku, a budowa linii miała związek z organizowanymi Letnimi Igrzyskami Olimpijskimi. Szerokość toru współczesnej sieci wynosi 1435 mm. 

## Linie tramwajowe

### Obecne trasy
Tramwaje w Atenach składają się obecnie z dwóch tras, linii T6 i T7:
- Linia T6 rozpoczyna się na placu Sintagma w środkowych Atenach i biegnie na południowy zachód w kierunku wybrzeża, po czym skręca na południowy wschód na skrzyżowaniu Alei Poseidonos i Achilleos w kierunku Pikrodafni w Kalamaki.
- Linia T7 rozpoczyna się w Asklepieio Voulas w Voula, biegnie na północny zachód wzdłuż wybrzeża w kierunku Aghia Triada w Pireusie, obsługując pętlę jednokierunkową na zachód od Neo Faliro[2].

Linie T6 i T7 zostały stworzone 6 grudnia 2021 r., zastępując linie T3, T4 i T5. Linia T7 została przedłużona ze Stadio Irinis & Filias do Aghia Triada 15 grudnia tego samego roku. Obie linie mają wspólne tory tramwajowe od Pikrodafni do skrzyżowania Alei Poseidonos i Achilleos.
| Linia | Kolor   | Trasa                            | Ilość przystanków |
| ----- | ------- | -------------------------------- | ----------------- |
|       | Zielony | Sintagma - Pikrodafni            | 19                |
|       | Zielony | Aghia Triada - Asklepieio Voulas | 42                |

### Dawne trasy
Obecne tramwaje ateńskie zostały utworzone z pięcioma liniami, których nazwy nadano na cześć starożytnych Greków: Arystofanes (linia T1), Ajschylos (linia T2), Tukidydes (linia T3), Arystoteles (linia T4) i Platon (linia T5). Linia T3 biegła między Stadio Irinis & Filias (SEF) a Kolymvitirio, linia T4 biegła między Sintagma i SEF, a linia T5 biegła między Sintagma i Kolymvitirio. Linie T1 i T2 były skróconymi wersjami odpowiednio linii T4 i T5, kończącymi się na Leoforos Vouliagmenis zamiast Sintagma: Linie T1 i T2 zostały usunięte na początku 2005 roku.
Linie T3 i T5 zostały przedłużone do Asklepieio Voulas w dniu 15 listopada 2007 r. Od 28 listopada 2019 r. tramwaje linii T3 i T4 jadące na zachód kończyły się na Gipedo Karaiskaki zamiast na Stadio Irinis & Filias.
| Linia | Kolor     | Imię        | Trasa                                          | Ilość przystanków |
| ----- | --------- | ----------- | ---------------------------------------------- | ----------------- |
|       | Czerwony  | Arystofanes | Stadio Irinis & Filias – Leoforos Vouliagmenis | 26                |
|       | Zielony   | Ajschylos   | Leoforos Vouliagmenis – Kolymvitirio           | 35                |
|       | Niebieski | Tukidydes   | Stadio Irinis & Filias – Asklepieio Voulas     | 31                |
|       | Czerwony  | Arystoteles | Stadio Irinis & Filias – Sintagma              | 28                |
|       | Zielony   | Platon      | Sintagma – Asklepieio Voulas                   | 37                |

## Tabor
W czasie eksploatacji tramwajów konnych posiadano 20 wagonów letnich oraz 16 zimowych. Dwa lata po uruchomieniu tramwajów elektrycznych posiadano 257 tramwajów w tym:
- 150 wagonów silnikowych
- 107 wagonów doczepnych

W 1937 otrzymano 60 nowych tramwajów. Nowe tramwaje wyprodukowało włoskie konsorcjum firm ΟΜ/CGE/Breda z Mediolanu. Dla budowanej linii tramwajowej zamówiono 35 tramwajów Sirio produkcji AnsaldoBreda. Dostawy pierwszych tramwajów rozpoczęły się w 2002. Tramwaje są dwukierunkowe, o długości 31,9 m. 